# Великий Зеленчук
Великий Зеленчук (карачаєво-балкарська Улу-Зилинджик, кабардинська Инджыджышхуэ, ногайська Улу-Йеленчик) — річка на Північному Кавказі, ліва притока Кубані. Довжина річки — 158 км, площа сточища — 2730 км². Прямує по Карачаєво-Черкесії і Ставропольському краю. Твірні — Пшиш (з гори Псиш, 3790 м) та Кизгич з північних схилів Головного Кавказького хребта. У верхів'ях розташований аул Архиз, який має історико-археологічний заповідник і астрообсерваторію. Ліва притока — річка Кяфар. У станиці Зеленчуцька річка виходить на щільно заселену рівнину. Впадає в Кубань біля міста Невинномиськ.
Між долинами Великого та Малого Зеленчуків височіє гора Шисса хребта Чорних гір.